# Gloria Anzaldúa
Gloria Evangelina Anzaldúa (Valle del Río Grande, 26 de septiembre de 1942-Santa Cruz (California), 15 de mayo del 2004), fue una académica, activista política, feminista, lesbiana, escritora y poeta chicana.

## Biografía
Gloria Anzaldúa nació en el Valle de Texas, Estados Unidos el 26 de septiembre de 1942, hija de Urbano y Amalia Anzaldúa. A los once años, su familia se trasladó a Hargill, Texas. A los catorce años, sufrió la muerte de su padre. Anzaldúa logró realizar una educación universitaria, a pesar del racismo, sexismo y otras formas de opresión que experimentó en su vida como tejana de séptima generación (ver entrevista con Karin Ikas). Recibió su grado en la Universidad de Texas-Panamerican y su maestría de la Universidad de Texas en Austin.
Anzaldúa trabajó unos años como maestra de escuela antes de ir a Austin para obtener su maestría, también completó estudios de doctorado en literatura comparativa en la Universidad de Texas en Austin. En 1977 se mudó a California donde continuó sus escritos, trabajó como catedrática en la Universidad Estatal de San Francisco; la Universidad de California en Santa Cruz; la Universidad Atlántica de Florida; y otras. 
Anzaldúa contribuyó a la definición de feminismo, así como también en el área cultural de la teoría chicana. Una contribución muy especial fue la introducción del término mestizaje para el público estadounidense, que significa la concepción del estado de estar 'más allá'. En sus trabajos teóricos, Anzaldúa invocó una nueva mestiza (“new mestiza”), que describió como un sujeto consciente de sus conflictos de identidad y usó nuevos ángulos de visión (“new angles of vision”) con el fin de retar el pensamiento binario en occidente. El modo de pensar de la “new mestiza” se encuentra ilustrado en el feminismo post-colonial. Para ella, la transformación del feminismo exigía asumir la contradicción, la alteridad y la diferencia como fundamento del feminismo.
Mientras que la raza normalmente divide a la gente, Anzaldúa pidió a la gente de diferentes razas que confronte sus miedos a fin de incorporarse a un mundo donde haya menos odio y sea más fructífero para todos. En La Conciencia de la Mestiza: Towards a New Consciousness, un texto usado en cursos para estudios sobre la mujer, Anzaldúa insistió en que el separatismo invocado por los chicanos no ayudaba a mejorar la causa, más bien, lo que hacía era mantener la división racial estancada en el mismo lugar. Muchos de sus trabajos retan el statu quo del movimiento en el que ella se involucró. La idea de retar a esos movimientos era contribuir a que ocurra en el mundo un verdadero cambio, no exclusivo de algunos grupos solamente. 
Anzaldúa es reconocida como una mujer espiritual, su abuela fue una curandera. En muchos de sus trabajos Anzaldúa invocó su devoción a la Virgen de Guadalupe (la Virgen mestiza), divinidades nahuas/toltecas, y yoruba como Orishás, Yemayá y Oshún apuntándole a un sincretismo de prácticas espirituales que también hacen referencia  a su identidad híbrida. En sus últimos escritos, desarrolló un activismo espiritual para describir cómo los actores sociales contemporáneos pueden mezclar la espiritualidad con la política a fin de llevar a cabo un cambio revolucionario.
Anzaldúa murió el 15 de mayo de 2004 en su casa en Santa Cruz a causa de complicaciones diabéticas, a pocas semanas de terminar su disertación doctoral en la Universidad de California, Santa Cruz.

## Obras
Sus trabajos se mueven entre inglés y español al mismo tiempo para converger en una sola lengua. En Borderlands se identificó con múltiples identidades. Su autobiografía La prieta, se publicó en inglés en la obra This Bridge Called My Back. Anzaldúa interseccionó culturas -sincretismo religioso-, idiomas -inglés y español-, prosa y poesía, así como sexualidad y género.
- This Bridge Called My Back: Writings by Radical Women of Color (1981) con Cherríe Moraga. Esta puente, mi espalda: Voces de mujeres tercermundistas en los Estados Unidos.[8]
- Borderlands/La frontera: The New Mestiza (1987)
- Making Face, Making Soul/Haciendo caras: Creative and Critical Perspectives by Feminists of Color (1990)
- Interviews/Entrevistas (2000)
- This Bridge We Call Home: Radical Visions for Transformation (2002)

#### Libros para niños
- Prietita Has a Friend (1991)
- Friends from the Other Side -Amigos del otro lado (1995)
- Prietita y La Llorona (1996)

## Premios
- Por su trabajo, This Bridge Called My Back: Writings by Radical Women of Color,  recibió el reconocimiento de "Before Columbus Foundation American Book Award" en 1986.
- Borderlands/La frontera: The New Mestiza fue reconocido como uno de los 38 mejores libros de 1987 por Library Journal y uno de los 100 mejores libros del siglo, por Hungry Mind Review y Utne Reader.
- En 1991, Anzaldúa fue honrada con el National Endowment for the Arts como reconocimiento por su trabajo de ficción en 1991 y el Lesbian Rights Award.
- En 1992, fue reconocida con la mención The Sappho Award of Distinction.
- También recibió el Lambda Lesbian Small Book Press Award y American Studies Association (mención vitalicia).